# Selim Tataroğlu
Selim Tataroğlu , znany też jako ros. Зелимхан Магомадов, „Zelimchan Magomedov” (ur. 24 kwietnia 1972) – turecki judoka. Trzykrotny olimpijczyk. Zajął trzynaste miejsce w Atlancie 1996, piąte w Sydney 2000 i siódme w Atenach 2004. Walczył w wadze ciężkiej.
Wicemistrz świata w 1999 i 2001; trzeci w 1995 i 1999; uczestnik turnieju w 1997 i 2003. Startował w Pucharze Świata w latach 1993, 1995–2000, 2002 i 2004. Triumfator igrzysk śródziemnomorskich w 2005 i drugi w 1997. Zdobył dwanaście medali na mistrzostwach Europy w latach 1994 – 2004.

## Letnie Igrzyska Olimpijskie 1996
| Konkurencja | Eliminacje            | Repsaże              | Klas. końcowa |
| Konkurencja | Przeciwnik I          | Przeciwnik I         | Miejsce       |
| ----------- | --------------------- | -------------------- | ------------- |
| +95 kg      | Ernesto Pérez (ESP) P | Frank Möller (GER) P | 13.           |

## Letnie Igrzyska Olimpijskie 2000
| Konkurencja | Eliminacje                      | Eliminacje             | Repasaże                    | Repasaże              | Finały                    | Klas. końcowa |
| Konkurencja | Przeciwnik I                    | Przeciwnik II          | Przeciwnik I                | Przeciwnik II         | o 3. miejsce              | Miejsce       |
| ----------- | ------------------------------- | ---------------------- | --------------------------- | --------------------- | ------------------------- | ------------- |
| +100 kg     | Alexander Davitashvilii (GEO) Z | David Douillet (FRA) P | Harry Van Barneveld (BEL) Z | Ernesto Pérez (ESP) Z | Tamierłan Tmienow (RUS) P | 5.            |

## Letnie Igrzyska Olimpijskie 2004
| Konkurencja | Eliminacje                | Eliminacje                      | Repasaże            | Repasaże            | Repasaże                 | Klas. końcowa |
| Konkurencja | Przeciwnik I              | Przeciwnik II                   | Przeciwnik I        | Przeciwnik II       | Przeciwnik III           | Miejsce       |
| ----------- | ------------------------- | ------------------------------- | ------------------- | ------------------- | ------------------------ | ------------- |
| +100 kg     | Lasza Gudżedżiani (GEO) Z | Sejjed Mahmudreza Miran (IRI) P | Joel Brutus (HAI) Z | Semir Pepic (AUS) Z | Indrek Pertelson (EST) P | 7.            |